# Zoc
ZOC - eng: Zone of Control. Uttal: "såck". Ibland används termen "kontrollzon" i svenska krigsspelsregler.
ZOC är en vedertagen metod i krigsspel där en bricka ("enhet", oftast ett militärt förband) på ett eller annat sätt kan påverka de rutor som ligger intill den ruta där brickan ligger. Oftast påverkas motståndarbrickors förflyttning. Zonen kan sägas föreställa ett militärt förbands förmåga att påverka sin omgivning med patruller, indirekt eld eller en breddgruppering som inte kan visas i det aktuella spelets skala.
ZOC har använts i amerikanska krigsspel sedan början av 1960-talet.